# 陈光明 (1943年)
陈光明（1943年11月19日—），男，广西田东人，中华人民共和国政治人物，曾任广西壮族自治区政协副主席，广西壮族自治区人大常委会副主任。